# Hello (EP)
Pour les articles homonymes, voir Hello.
Hello est le troisième EP du duo américain Karmin, sorti le 8 mai 2012 par Epic Records (Sony Music Entertainment).

## Titre de l'album
Grâce à Twitter, le duo a révélé que leur premier album studio serait officiellement appelé Hello. « Nous avons pensé que c’était un titre parfait, car c’est notre album d’introduction. Lorsque vous écoutez les chansons à la suite, vous entendez notre histoire. », explique Amy Heidemann au magazine BeatWeek.

## Singles
Le duo a sorti leur premier single Crash Your Party le 27 octobre 2011. Il reçut un succès modéré, et se classa 36e au Billboard Top 40 Mainstream. Le duo a estimé que c’était un choix parfait pour un premier single par la façon dont ils se sont introduits dans le business de la musique grâce aux fans, dont ils ont « planté la partie du secteur de l’industrie ». Karmin et Epic ont sorti Brokenhearted, premier single de l’album Hello, qui a été diffusé à la radio le 7 février 2012. Il est devenu par la suite leur premier morceau à entrer au Billboard Hot 100, où il a atteint un pic moyen de la 32e place.

## Liste des pistes
| Édition standard | Édition standard    | Édition standard                                                                     | Édition standard               | Édition standard | Édition standard | Édition standard | Édition standard | Édition standard | Édition standard |
| No               | Titre               | Auteur                                                                               | Producteur(s)                  | Durée            |                  |                  |                  |                  |                  |
| ---------------- | ------------------- | ------------------------------------------------------------------------------------ | ------------------------------ | ---------------- | ---------------- | ---------------- | ---------------- | ---------------- | ---------------- |
| 1.               | Walking on the Moon | Amy Heidemann, Nick Noonan, Claude Kelly, John Webb, Jr.                             | Jon Jon Traxx                  | 3:33             |                  |                  |                  |                  |                  |
| 2.               | Brokenhearted       | Heidemann, Noonan, Kelly, Emily Wright, Henry Walter, John Hill, Richard Head        | Cirkut, Dr. Luke, Benny Blanco | 3:47             |                  |                  |                  |                  |                  |
| 3.               | I Told You So       | Heidemann, Noonan, Webb, Jr.                                                         | Jon Jon Traxx                  | 2:48             |                  |                  |                  |                  |                  |
| 4.               | Too Many Fish       | Heidemann, Noonan, Christopher Stewart, Rodney Richard, Sean McMillion, Ralph Jeanty | Tricky Stewart, The Exclusives | 3:18             |                  |                  |                  |                  |                  |
| 5.               | I'm Just Sayin'     | Heidemann, Noonan, Webb, Jr.                                                         | Jon Jon Traxx, Karmin          | 3:35             |                  |                  |                  |                  |                  |
| 6.               | Coming Up Strong    | Heidemann, Noonan                                                                    | Karmin                         | 3:38             |                  |                  |                  |                  |                  |
| 7.               | Hello               | Heidemann, Noonan, Kelly, M.S. Eriksen, T.E. Hermansen, A. Rowe                      | Stargate                       | 3:57             |                  |                  |                  |                  |                  |
| 24:36            |                     |                                                                                      |                                |                  |                  |                  |                  |                  |                  |